# Phoenix canariensis
Phoenix canariensis, la palma fénix o palmera canaria, es una especie de palmera nativa de Canarias. Debido a su belleza, facilidad de adaptación y resistencia al frío es una de las palmeras que más se usa en jardinería. Es una especie protegida en las islas de origen. La palmera canaria se considera, según una ley del Gobierno de Canarias, el símbolo natural del archipiélago canario, conjuntamente con el canario.

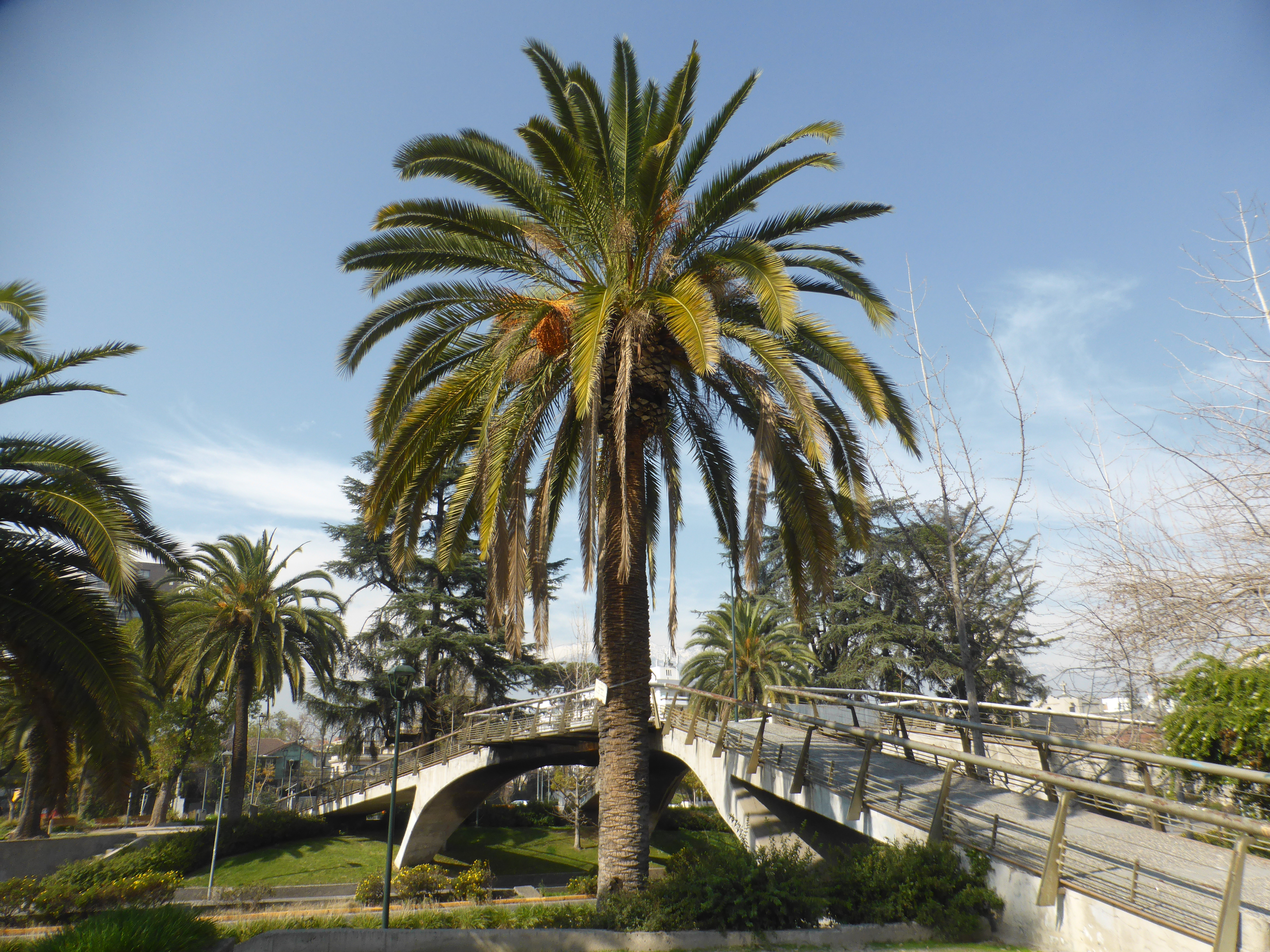
Palma fénix en la Plaza Pedro de Valdivia, de Providencia, Santiago de Chile.

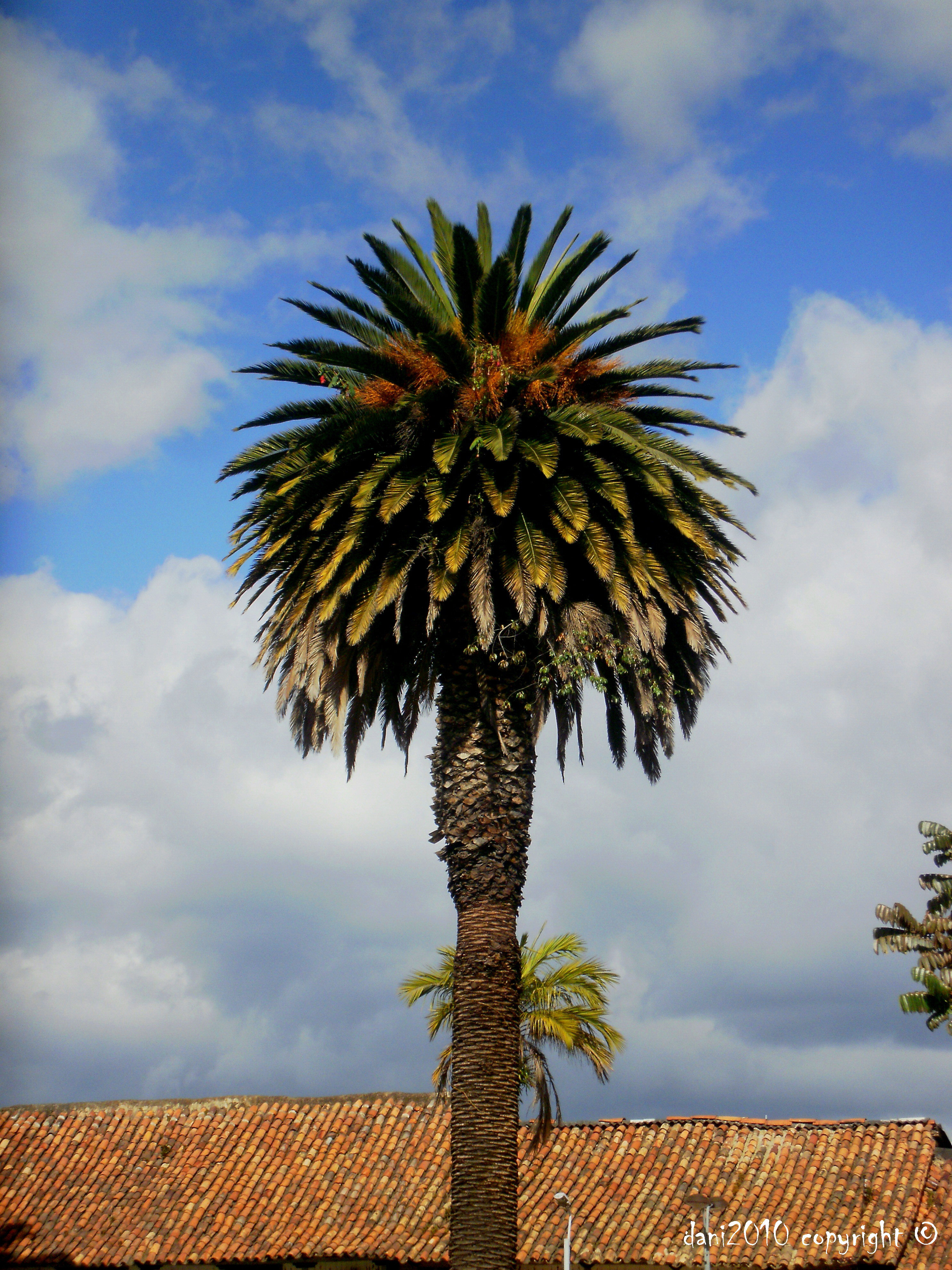
Palma fénix en la Plaza de los Comuneros de Zipaquirá, Colombia

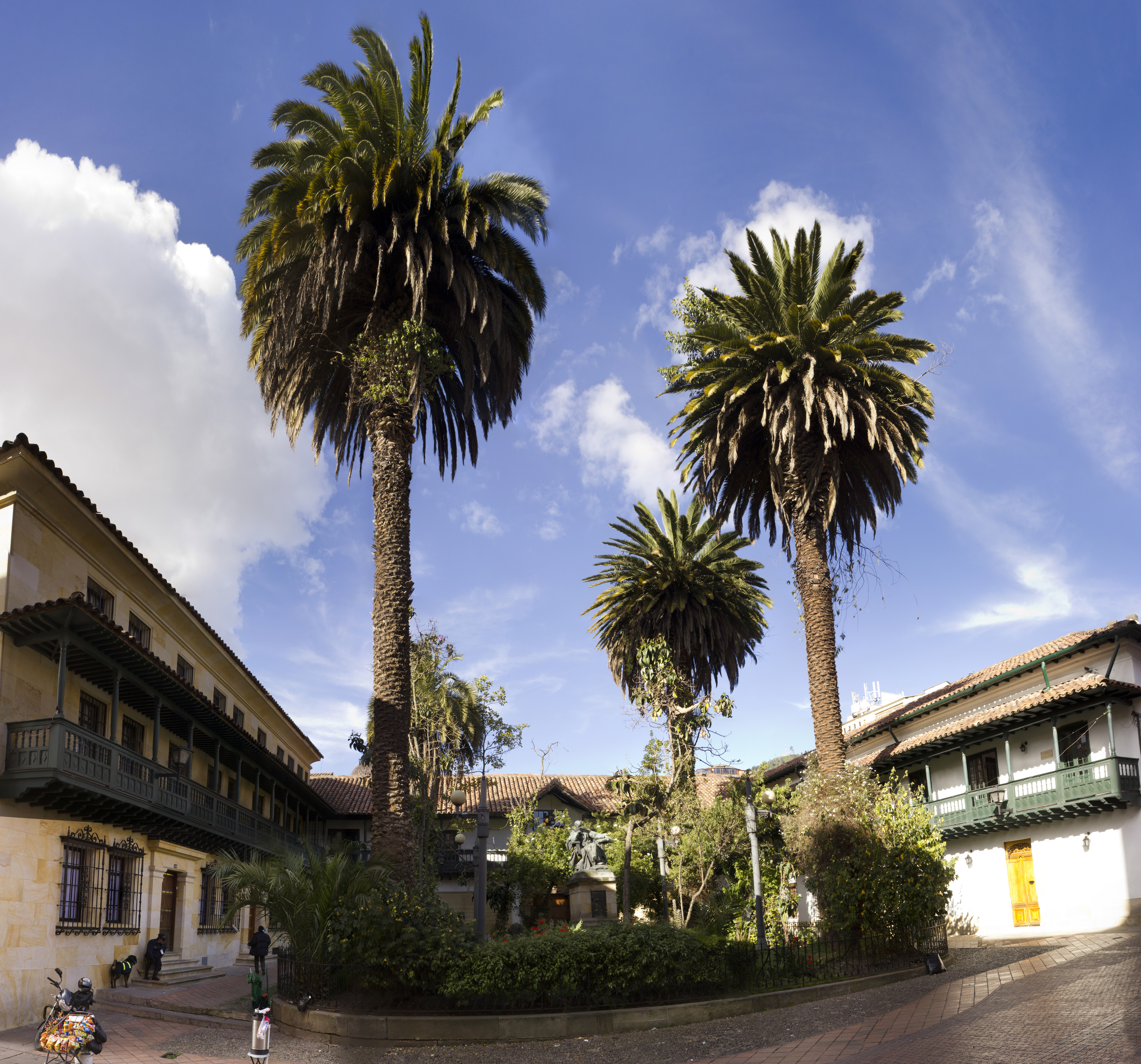
Palmas fénix en la Plazuela Rufino Cuervo de Bogotá, Colombia

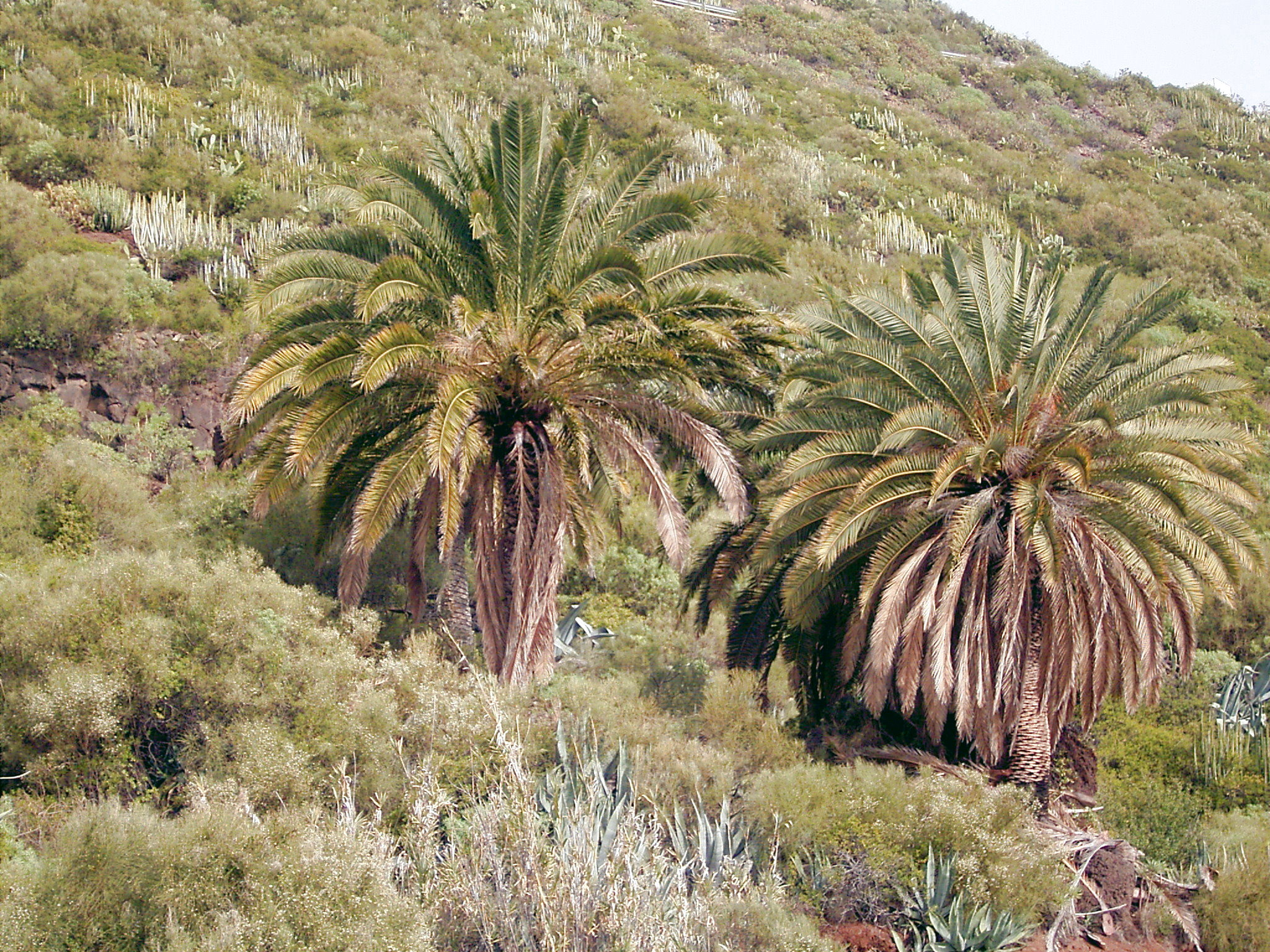
Palmas fénix en la isla de La Palma.

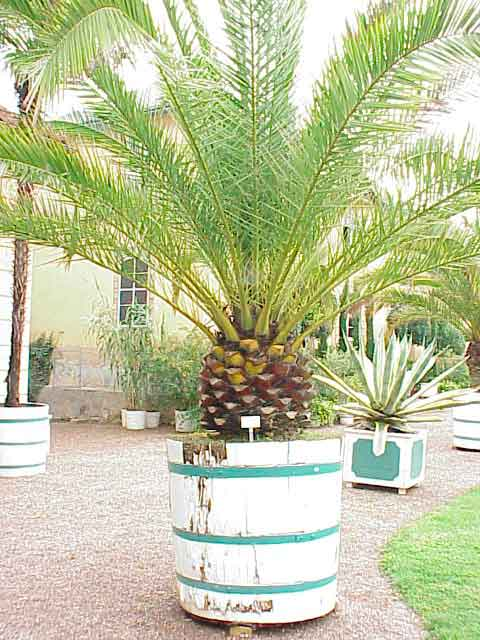
Palma fénix en maceta.

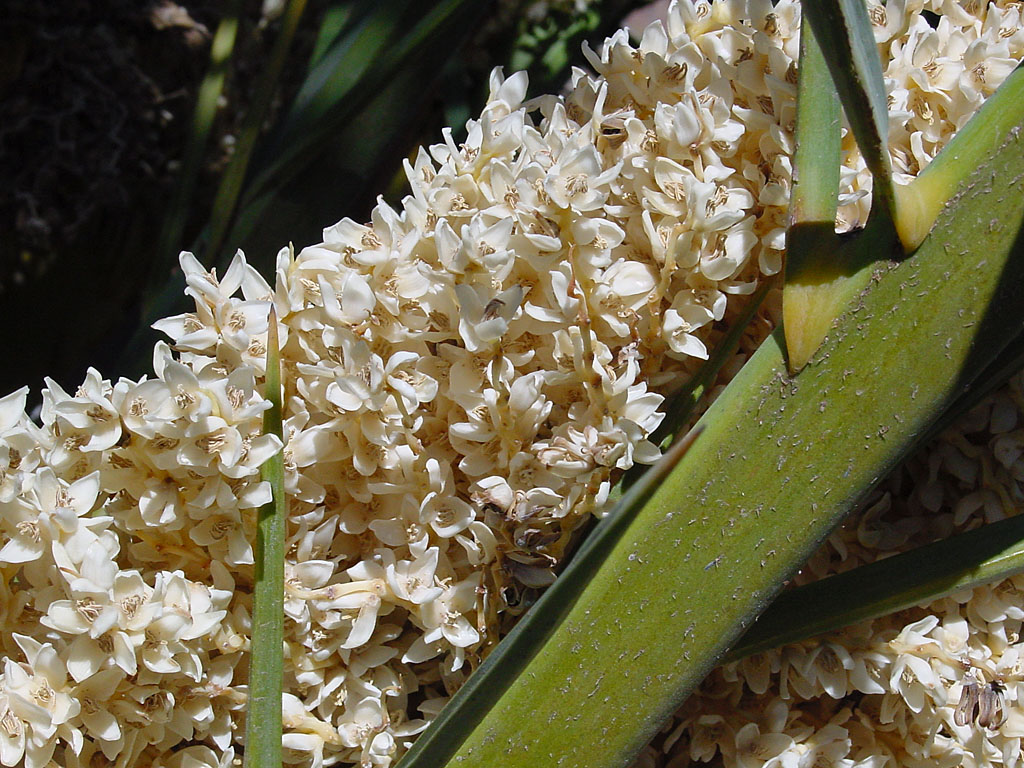
Flores de la palma.

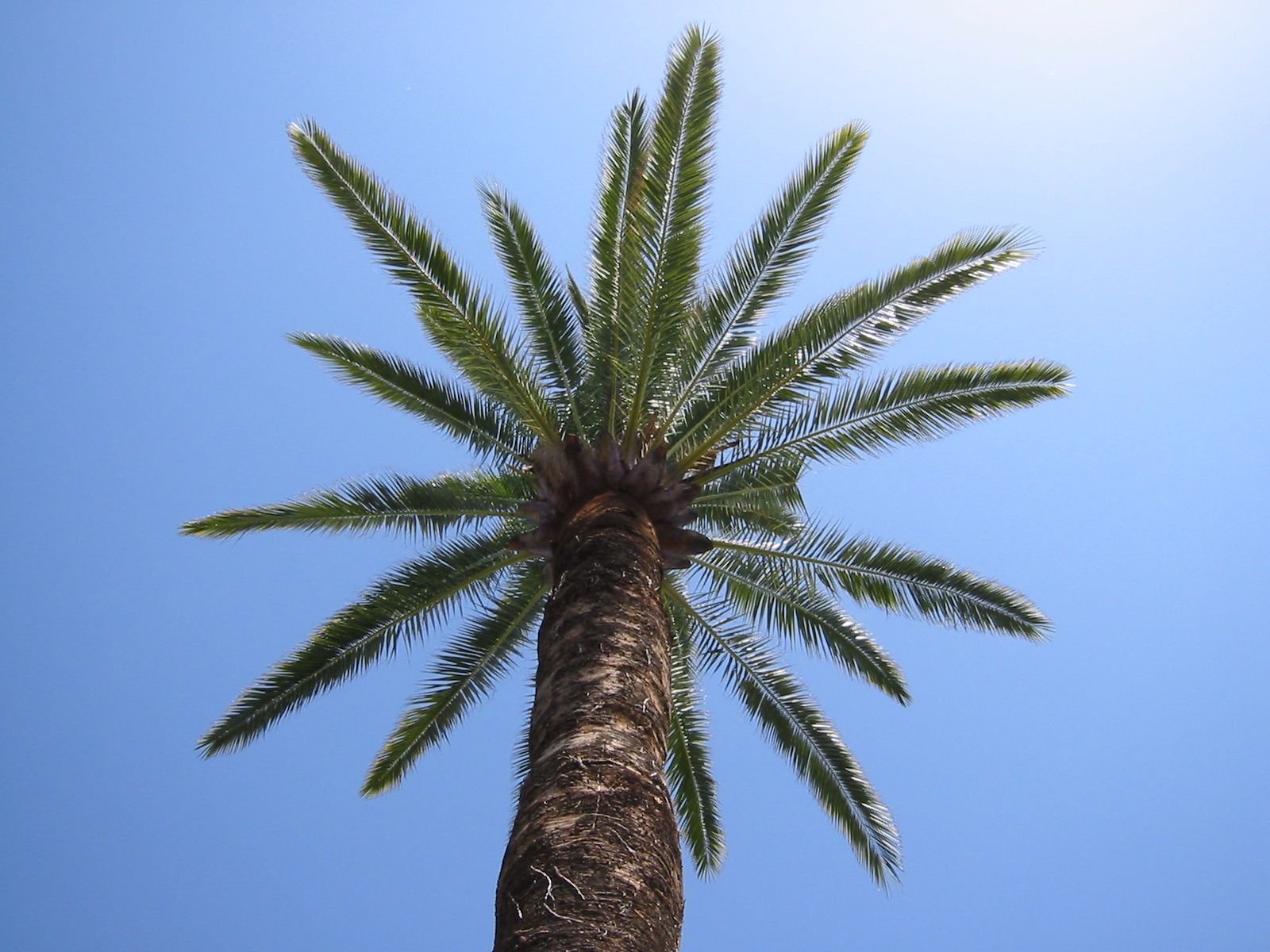
Palma fénix en Niza.

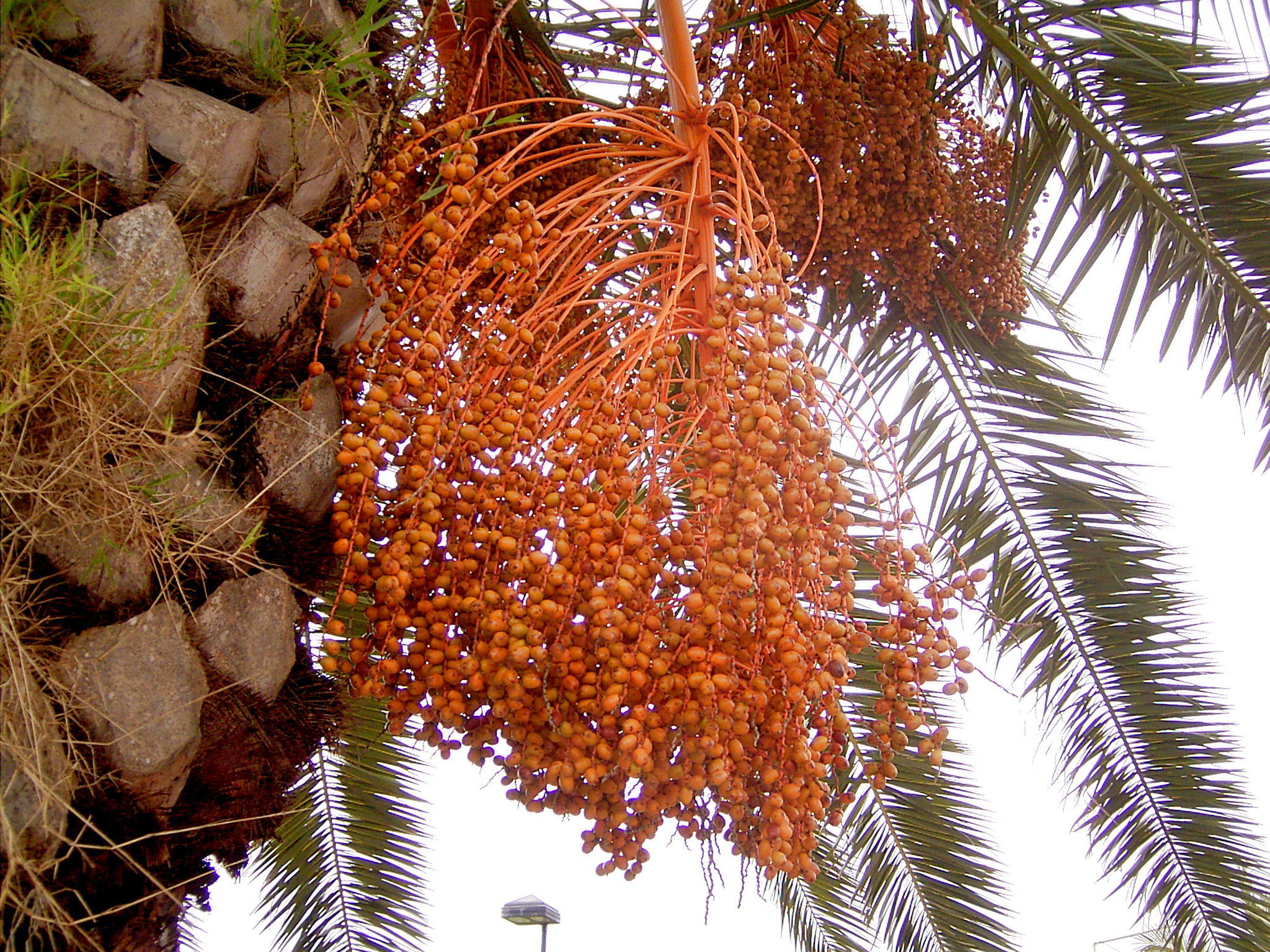
Fruto.

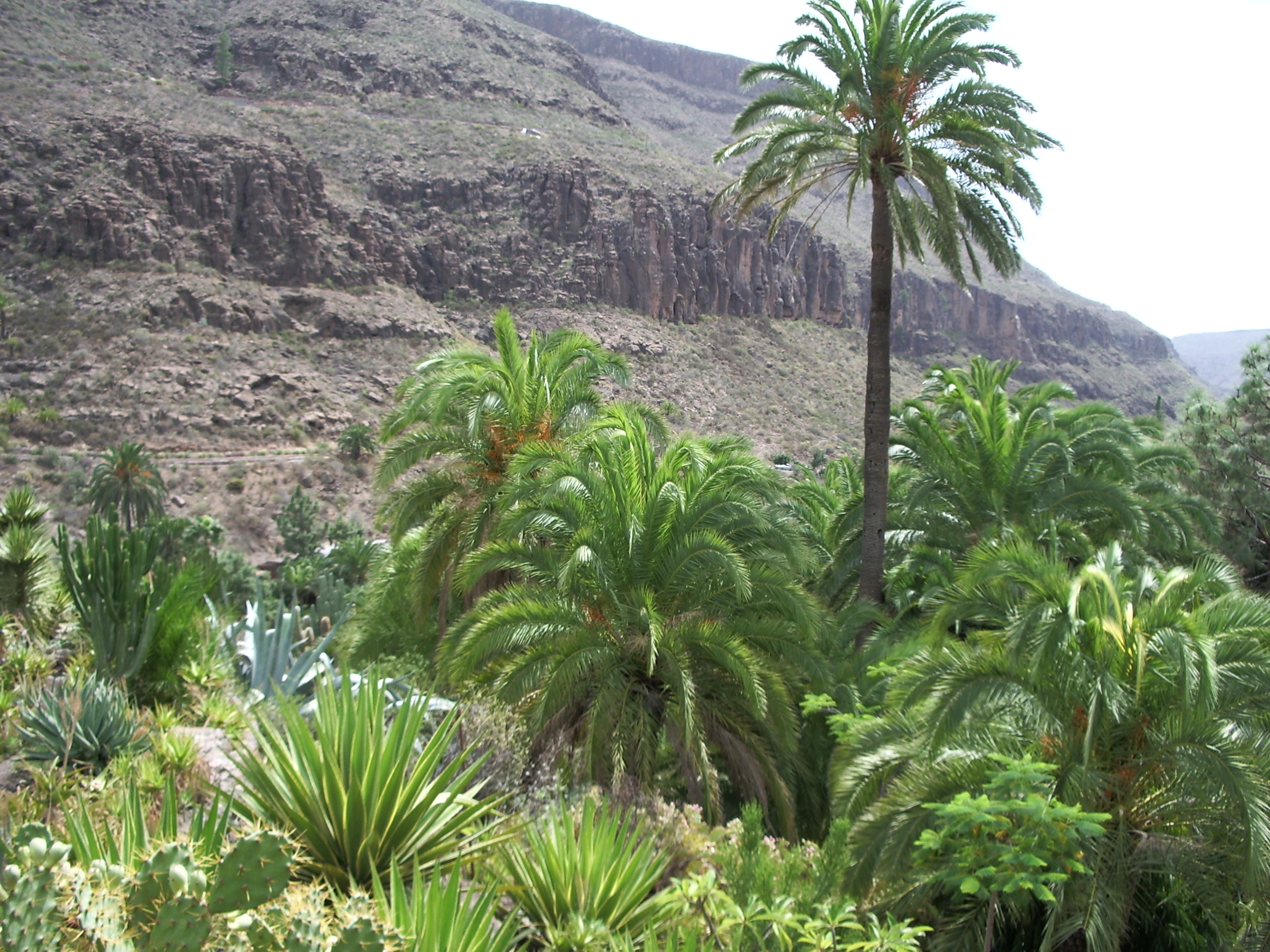
Palmeral en el barranco de los Palmitos, Gran Canaria

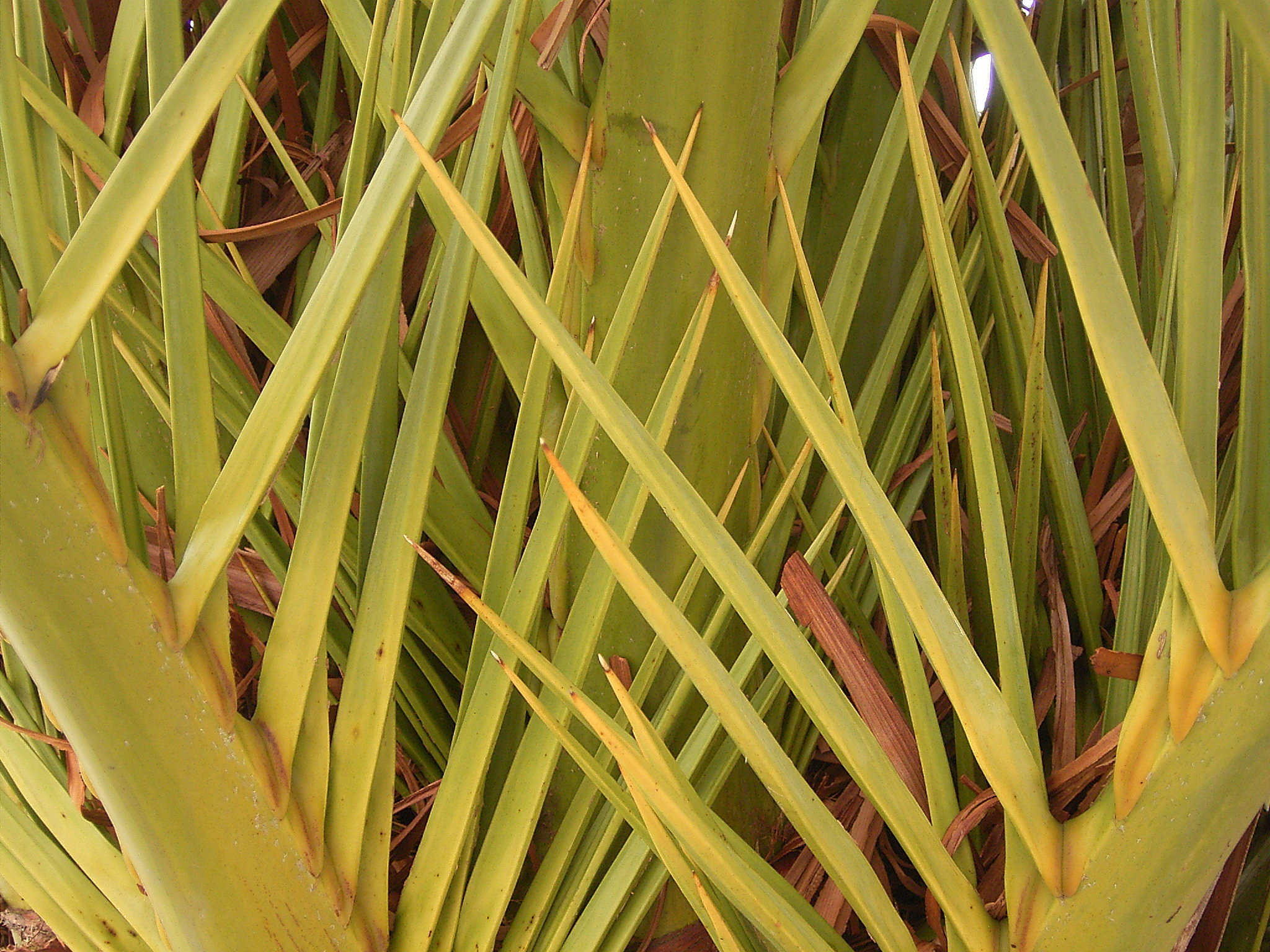
Bases de las hojas, armadas con los punzantes acantófilos.

## Descripción
Palmera de gran tamaño, con tronco (estípite) grueso y muy coriáceo. Sus hojas (palmas) forman densos penachos palmeados. Las flores se disponen en densos racimos anaranjados. Sus frutos son más pequeños que los dátiles.
Es una palma solitaria, que alcanza un tamaño de 10 a 13 metros de alto y de 50 a 70 cm de diámetro, armadas; tallos gruesos con las vainas de las hojas persistentes; plantas dioicas. Sus hojas pinnadas, son numerosas, de 5 a 7 metros de largo, las superiores erectas y las inferiores péndulas o arqueadas. Las pinnas en número de 150 pares, están arregladas en distintos ángulos, las inferiores modificadas a manera de acantófilos. 
La vaina es de 150 cm de largo, formando una red fibrosa. Inflorescencias interfoliares, 1 vez ramificadas, de 100 cm de largo, axilares, mucho más cortas que las hojas, brácteas inconspicuas; raquillas no ramificadas, numerosas, arregladas en espiral, amarillo-anaranjadas, sépalos connados en una cúpula baja; flores estaminadas blanquecinas, pétalos valvados, estambres 6, pistilodio ausente; flores pistiladas globosas, pétalos imbricados, estaminodios generalmente 6, carpelos libres, foliculares.
Frutos generalmente desarrollándose de un solo carpelo, ovoides, 2–3 cm de largo, anaranjado-amarillentos, residuo estigmático apical, epicarpo liso, mesocarpo carnoso, endocarpo membranoso; semilla conspicuamente acanalada, endosperma homogéneo, eofilo simple.

## Ecología
Habita las zonas bajas de Canarias, típicamente entre 10 y 500 metros sobre el nivel del mar, siendo parte de la vegetación llamada bosque termófilo. Con las raíces aprovecha bolsas de agua subterráneas, sobrevive a cortos periodos de encharcamiento, fija tenazmente el sustrato y puede anclarse en los más inestables fondos de barranco. Es una especie muy longeva, tanto que los ejemplares más altos llegan a superar los dos y quizás tres siglos de edad.
En Ecuador, Chile, Argentina, Bolivia y Perú se utiliza como árbol ornamental principalmente en plazas y parques; y se planta en ciudades de clima mediterráneo, e incluso en ciudades de clima templado del sur de Chile, como por ejemplo la ciudad de Valdivia. En la península ibérica prospera en todas las fachadas litorales y las altitudes medias del interior, tanto en el valle del Ebro como en la Meseta Sur; en Andalucía llega hasta los 913 metros en la Hoya de Guadix; en la meseta norte, con veranos más cortos, se observan ejemplares aislados que crecen muy lentamente en exposiciones protegidas a altitudes de hasta 800 metros sobre el nivel del mar, como por ejemplo en el Huerto de Calixto y Melibea de Salamanca.
En Perú, por ejemplo, también se adaptó muy fácilmente a altitudes en las que no crecen naturalmente, por los 1000 a 2500 m s. n. m., en la región andina.

## Usos
En Canarias existe una multitud de aprovechamientos de las distintas partes de la palmera, hoy parcialmente en desuso. En la isla de La Gomera, se extrae la savia llamada guarapo para producir la miel de palma.
Produce frutos comestibles llamados támaras que son parecidos a los dátiles de Phoenix dactylifera, pero de menor tamaño y menor calidad para el paladar. 
Las hojas se utilizan como escobas, y es común ver a los barrenderos de las islas utilizarlas como herramienta de trabajo.

## Las palmeras y los picudos rojos
Desde el año 2005, la palmera canaria está afectada por una grave plaga de picudos rojos (Rhynchophorus ferrugineus). Estos curculionoideos, que proceden de la Polinesia y del Sudeste Asiático, se instalan en la copa de las palmeras, las atacan (secado de las hojas) y las acaban matando. La detección precoz es fundamental para poder salvar la palmera afectada y controlar la expansión de la plaga. Si, finalmente, no se puede salvar el árbol, la única vía para evitar la propagación de los escarabajos es talarlo. 
Afecta al género Phoenix spp.
Sintomatología
- Palmas externas caídas, con señales evidentes de desgarramientos a nivel de la inserción con el tronco.
- Desplome general de la corona de palmas.
- Un aspecto ligeramente decaído de las palmas más tiernas del penacho central (palmito), que viran del color amarillo al pardo rojizo.
- Orificios en el corte de las tábalas.
- Restos de pupas (capullos) entre tábalas y palmas.
- Folíolos comidos o agujereados.
- Raquis comidos y/o tronchados.
- En hojas en el suelo, producto de una poda: en el corte se observan galerías de 12 cm. producidas por larvas.
- Restos de fibras.

Expansión por la costa mediterránea de la península ibérica
En Cataluña, el primer foco de esta plaga se detectó ese mismo año en El Vendrell y desde entonces se expandió por 13 comarcas costeras y de interior. 
Verano (2010): Se contabilizaron más de 5200 palmeras afectadas. 
- Tarragona: 1596 palmeras afectadas
- Gerona: 319 palmeras afectadas
- Barcelona: 3330 palmeras afectadas

## Taxonomía
Phoenix canariensis fue descrito por Hermann Josef Wildpret y publicado en Provence agricole et horticole illustrée; organe de l'agriculture et de l'horticulture méridionales. Toulon 19: 293, f. 66–68, en 1882.
Citología
Número de cromosomas de Phoenix canariensis (Fam. Palmae) y táxones infraespecíficos: 2n=36
Etimología
Phoenix: nombre genérico que deriva de la palabra griega: φοῖνιξ (phoinix) o φοίνικος (phoinikos), nombre para la palmera datilera utilizado por Teofrasto y Plinio el Viejo. Es muy probable que se refirieran al fenicio, Phoenix, hijo de Amyntor y Cleobule en la Ilíada de Homero, o al ave fénix , el ave sagrada del Antiguo Egipto.
canariensis: epíteto geográfico que alude a su localización en las Islas Canarias.
Sinonimia
- Phoenix canariensis var. porphyrococca Vasc. & Franco
- Phoenix cycadifolia Regel
- Phoenix dactylifera var. jubae Webb & Berthel.
- Phoenix erecta Sauv.
- Phoenix jubae (Webb & Berthel.) Webb ex H.Christ
- Phoenix macrocarpa Sauv.
- Phoenix tenuis Verschaff.
- Phoenix vigieri Naudin[5][6]

## Nombres comunes
- Palma fénix, palma canaria, palmera canaria, palma dátil de las Canarias, Palma támbara.